# 부티크

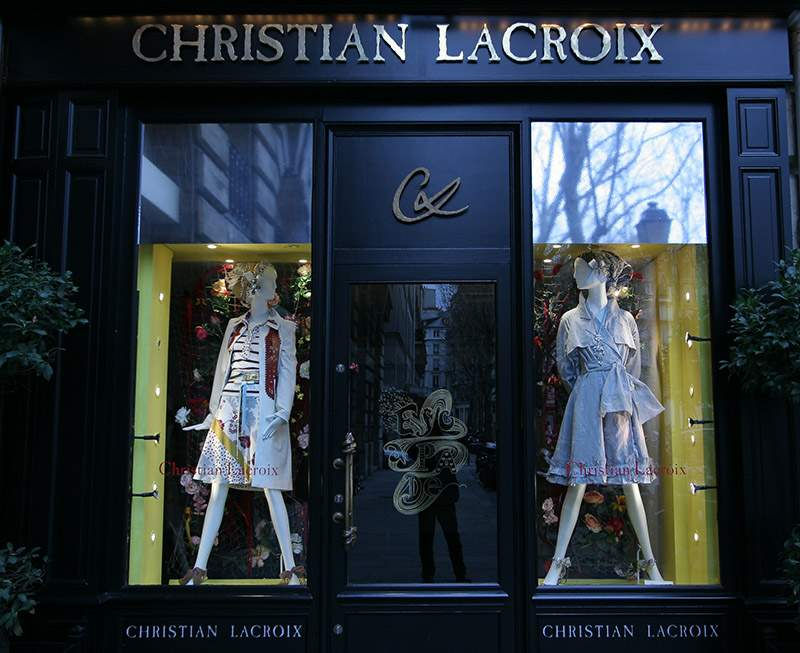
부티크

부티크(영어: boutique, 프랑스어: boutique)는 유행하는 여성의 옷이나, 장신구 전문점이다. '부티크'라는 용어는 1960년대, 영국 런던에서 사용된 것으로 알려져 있다.

## 같이 보기
- 광고 대행사
- 소매 (상업)